# أوزرلو
أوزرلو هي قرية في مقاطعة أرومية، إيران. يقدر عدد سكانها بـ 198 نسمة بحسب إحصاء 2016.